# Amphirissoa
Amphirissoa là một chi ốc biển nhỏ, là động vật thân mềm chân bụng sống ở biển trong họ Rissoidae.

## Các loài
Các loài trong chi Amphirissoa gồm có:
- Amphirissoa cyclostomoides Dautzenberg & Fischer H., 1897[2]